# Municipio San Diego (Carabobo)
San Diego es uno de los 14 municipios autónomos que conforman el Estado Carabobo en la Región Central de Venezuela, así como también uno de los 5 municipios que conforman la ciudad de Valencia. La capital del municipio es el pueblo homónimo de San Diego de Álcala. Se encuentra ubicado en la Región Oriental (centro-este) del Estado Carabobo. Posee una superficie de 106 km² y una población de 121.482 habitantes para el año 2023.
La jurisdicción posee 1 parroquia civil de nombre homónimo y es uno de los 5 municipios que conforman la ciudad de Valencia. Se ha considerado como un municipio modelo de Venezuela y uno de los mejores del Estado Carabobo, debido a su desarrollo urbanístico, comercial e industrial, así como la infraestructura y su nivel de seguridad ciudadana.

## Historia
El pueblo de San Diego, el cual no tiene un acta de fundación documentada por haber surgido por agrupación espontánea de pobladores. Tuvo como primeros habitantes a los indios desplazados de la zona de El Paíto por colonizadores descendientes de los españoles a finales del siglo XVII, existiendo San Diego como una Encomienda de Indios a cargo del Capitán Juan Cepeda. Es probable que los primeros traslados de indios se iniciaran en 1657. 
El 20 de febrero de 1694, el gobernador de la Provincia de Venezuela (Don Francisco de Berroterán) elevó la encomienda al carácter de pueblo de indios, estando unido en ese momento a Los Guayos como parte de la parroquia matriz de Guacara. En ese mismo año y mes se convierte en Doctrina por Real Cédula. El indio Rosario fue designado alcalde del Cabildo de Naturales. 

### SigloXVIII
En 1755 el licenciado don Joseph Manuel de Grezala y Aguirre, cura doctrinero de los poblados de San Diego y Los Guayos, inició la construcción de la iglesia del pueblo de San Diego.
Para la fecha del año 1781 sus habitantes eran 794 (indios 194, blancos 218, mulatos 347 y entre esclavos y mulatos 35) y 114 casas. Los españoles y otras castas vivían en el campo donde tenían sementeras (siembras) y algunas haciendas de cacao.
A partir del 22 de septiembre de 1785 pasó a ser dirección canónica, bajo el nombre de San Diego de Alcalá elevándose al carácter de parroquia eclesiástica según decreto del Obispo catalán Don Mariano Martí, desmembrando a la parroquia de Guacara. El primer cura párroco designado es a Esteban Ignacio de Quero, quien tomó posesión en propiedad en 1786.
En 1777, en la época de la Capitanía General de Venezuela la Parroquia de San Diego pasa la jurisdicción del Distrito Valencia, situación que se mantiene prácticamente inmutable a través de las diferentes leyes de División Político Territorial en el Estado Carabobo.

### SigloXIX
Como información política electoral el 1 de marzo del año 1830 se celebra la primera elección en la Parroquia San Diego del Distrito Valencia. Aún no se había promulgado la primera Constitución de la nueva República, hecho con el cual quedaba deslegitimada la Gran Colombia. En estas elecciones parroquiales votaron 36 electores, número insignificante con relación a los habitantes, por cuanto el derecho a votar solo podían ejercerlo los hombres que supieran leer y escribir, fueran mayores de 21 años y presentaran prueba evidente de que poseían propiedades.
Otro dato reseñado en la historia política se refiere al nombramiento el 25 de agosto de 1859 de los llamados comisarios municipales de la parroquia, quienes fueron los señores: Lucas Bordones, Luis Barrios, José María López, José Martínez, Domingo Mendoza, Enrique Torres, José Guevara, Juan Ríos, Marcelo Acosta, Andrés Páez y Bonito Cordero.

### SigloXX
San Diego nace como unidad político y autónoma dentro de la organización nacional el 14 de enero de 1994 a la luz de la Ley de División Político-Territorial (Gaceta Oficial Extraordinaria N.º 494) pasando San Diego de ser una parroquia a ser un municipio autónomo con autoridades propias. Aun así, a pesar de la separación de carácter político-administrativo que existió con la disolución del Distrito Valencia y la elevación de algunas parroquias al carácter de municipios, la integración socioeconómica, cultural y urbana de la localidad se mantuvo a través de la figura de la "Ciudad de Valencia" (que no debe ser confundida con el Municipio Valencia) estando dicha ciudad compuesta por los cinco (5) municipios autónomos que originalmente formaron parte del extinto distrito. Dicha figura, con delimitación distinta la figura del municipio, no es regida por ninguna autoridad en específico, debido a que cada uno de los 5 municipios que la integran tiene su propio Alcalde. 
La Alcaldía de Valencia llevaba la tutela de este municipio hasta 1995 cuando finalmente eligen su propio Alcalde, desgajándose de aquel. 
4 de enero de 1996 se juramenta José Gregorio Ruiz como primer alcalde del municipio en el Templo Colonial de San Diego de Alcalá.

## Desarrollo
Entre el siglo XVIII, XIX y la primera mitad del siglo XX, San Diego se caracterizaba por ser una comunidad agrícola, en la que personas de alto poder económico poseían haciendas, entre las más importantes se encontraban las haciendas Sabana del Medio de Carlos González; La Caracara de los Giménez Torres; La Cumaca, de Antonio Ferrer; Monteserino, de Antonio González; San Antonio de Venancio Oria entre otras plantaciones, donde se sembraba café, caña de azúcar, yuca, maíz, granos, plátano, ñame, ocumo y cacao.
El censo agrícola de 1961, reportó que en San Diego se evidenció una producción de 30.631.000 unidades de naranjas, siendo la producción más alta en el país ese año.
Entre 1970 y 1980, los espacios agrícolas que se encontraban en gran parte abandonados, fueron cedidos a constructoras, las más destacadas por su labor fueron La Esmeralda C.A, Desarrollo 21 S.R.L y Credesa. Ya para 1980 y años posteriores se habían construido grandes urbanizaciones como el Morro I y II, La Esmeralda y Monteserino, donde llegaron personas de Valencia y otras ciudades del país, además de la zona industrial Big Low Center, que junto con la zona industrial de Valencia, formaban el parque industrial más grande de Venezuela. Esa misma época se inauguró un tramo de la Autopista Regional del Centro, conocido como "la Variante".

## Geografía

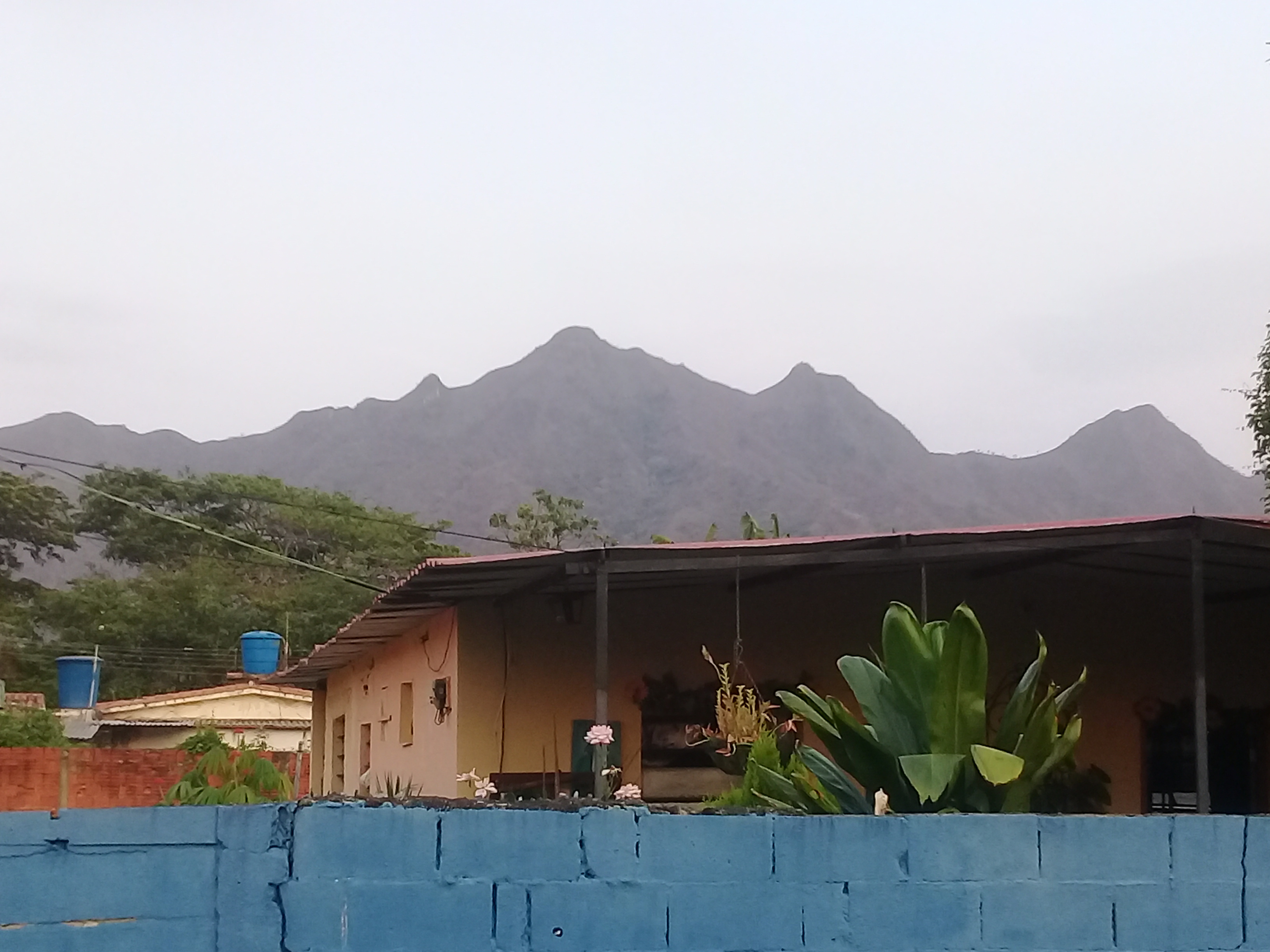
Cerro Maco Maco

Está ubicado al Noreste de la ciudad de Valencia, en terrenos de origen sedentarios diluviales, pertenecientes a la Cuenca del Lago de Valencia, ideales para el desarrollo de actividades agrícolas, por su fecundo poder germinativo. En el casco histórico, pasa el Río de San Diego, que nace en los cerros del norte.

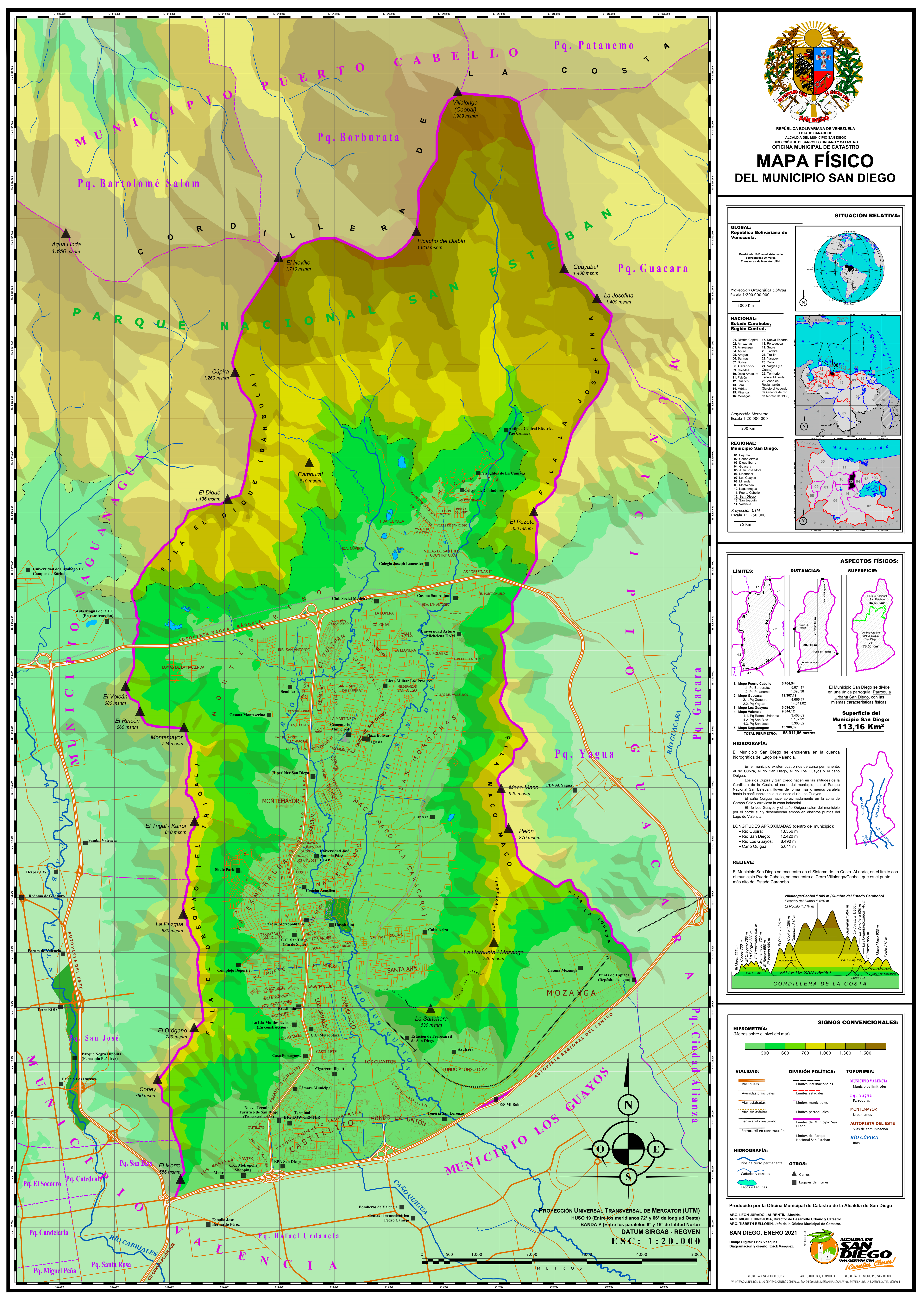
Mapa físico del Municipio San Diego.

Su pico más alto es en el cerro Caobal, llamado también cerro Villalonga, en el extremo norte del municipio, a una altitud de aproximadamente 1.989 m.s.n.m.

### Límites
- Al norte: Municipio Puerto Cabello
- Al sur: Municipio Los Guayos y Municipio Valencia
- Al este: Municipio Guacara
- Al oeste: Municipio Naguanagua y Municipio Valencia

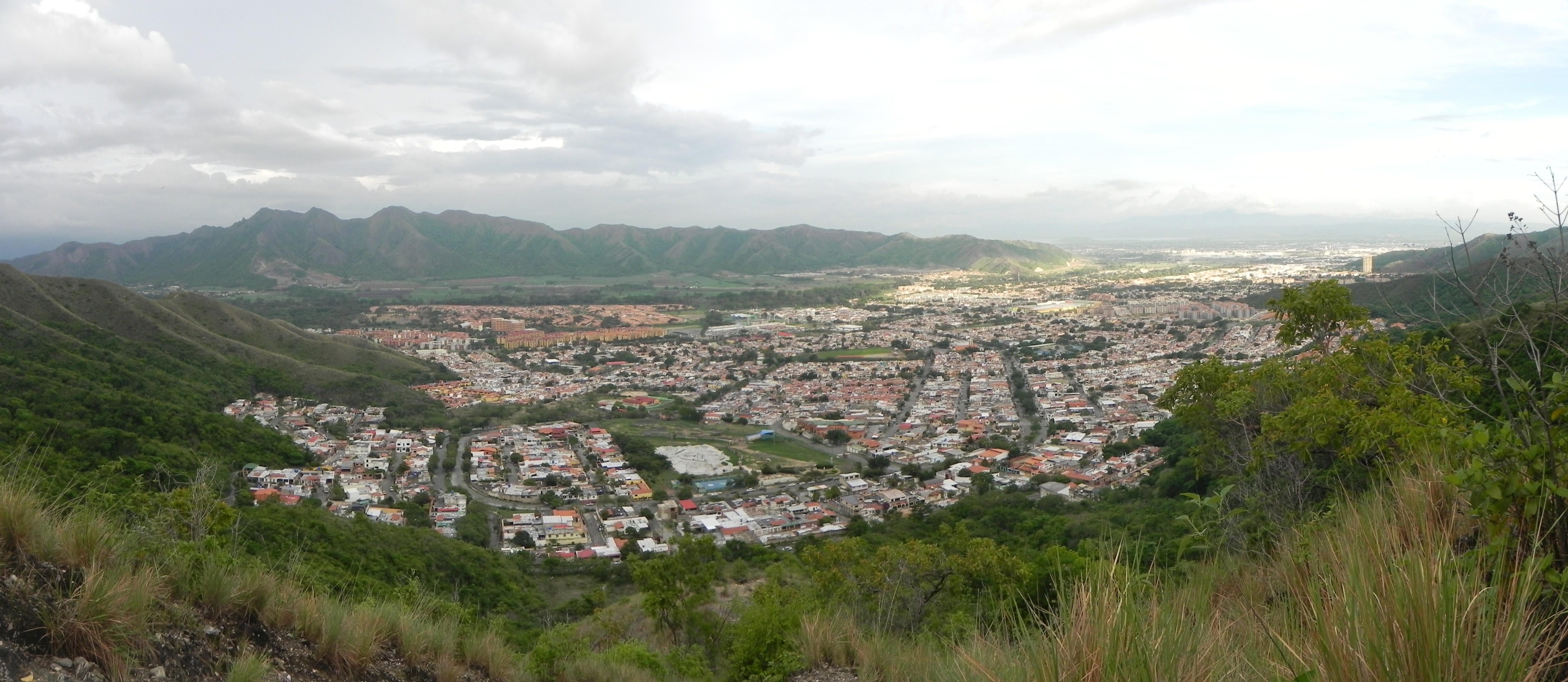
San Diego visto desde el Cerro La Esmeralda, al fondo a la izquierda se aprecia el Cerro Maco Maco, al fondo a la derecha se aprecia en el horizonte el Lago de Valencia

## Demografía
El municipio cuenta con aproximadamente más 100.000 habitantes.

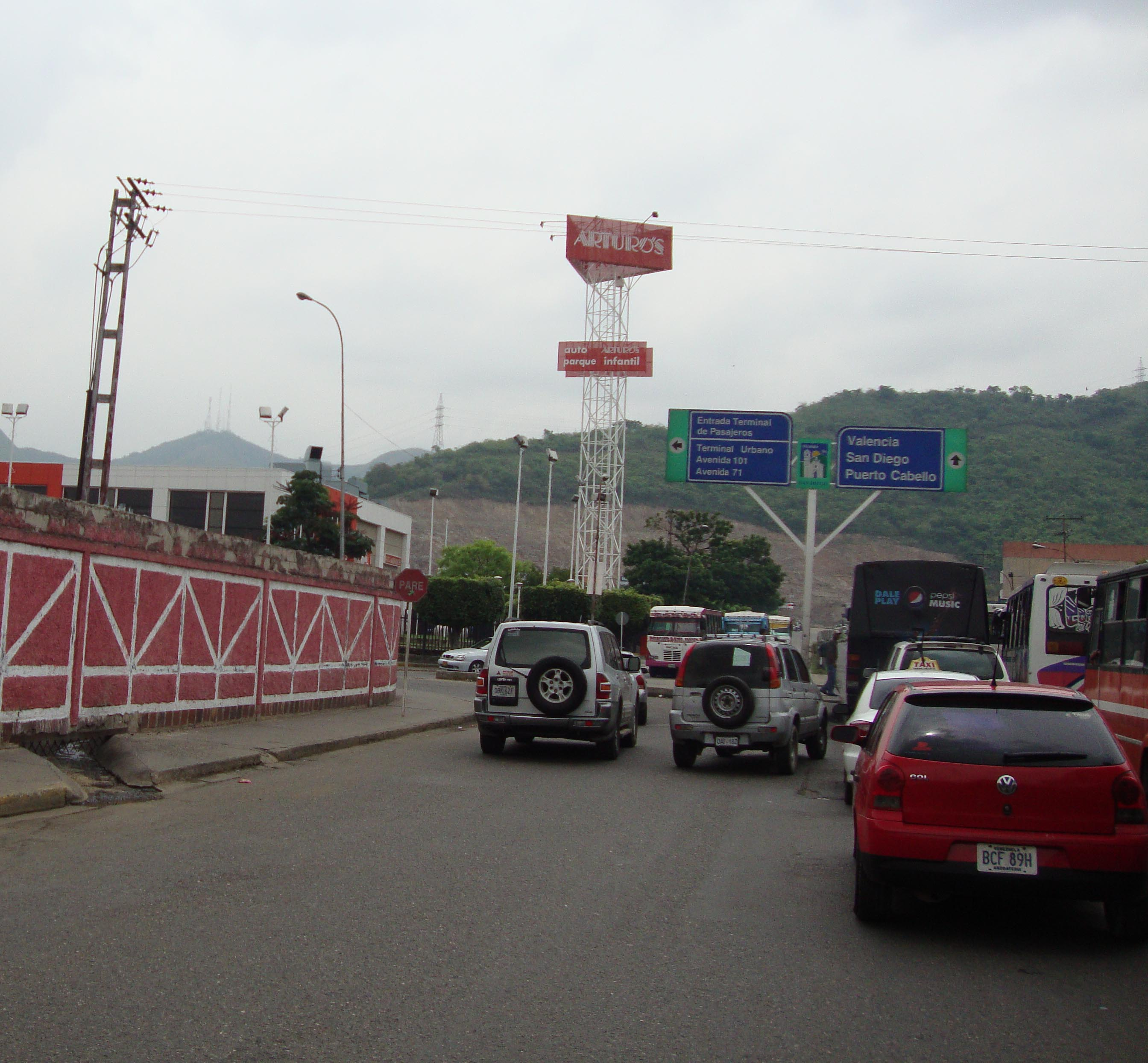
Parque Industrial Big Low

### Urbanizaciones
- Valle arriba
- 1.º de Mayo
- Agua de Canto
- Altos del Paraíso
- Bosqueserino
- Campo Solo
- Fundación los Cedros
- Chalets Country

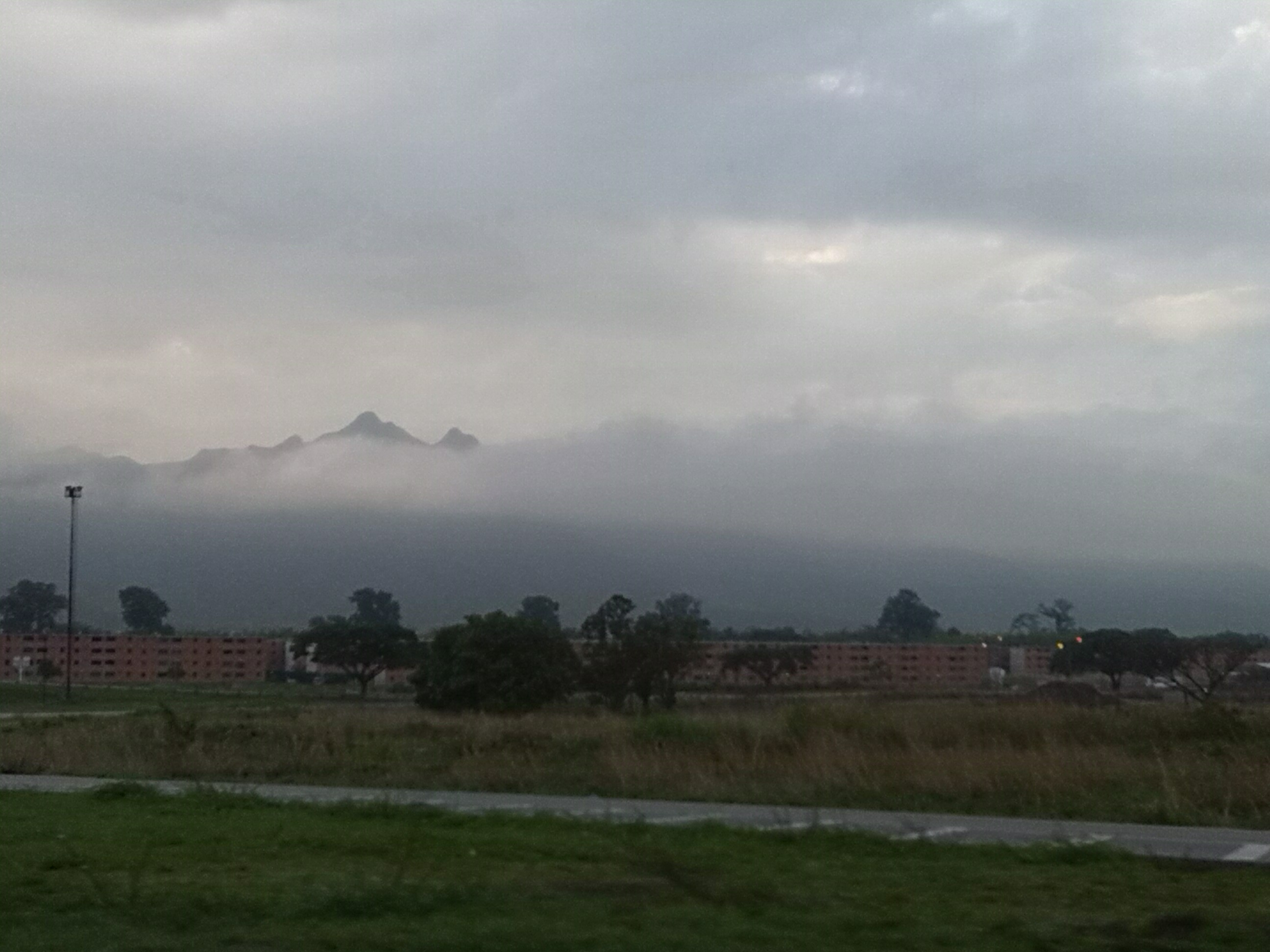
Urbanización Tulipán, al fondo el Cerro Maco-Maco cubierto por nubes.

- Conj. Res. Colinas de San Diego II
- Conj. Res. Poblado de San Diego
- Conj. Res. Emmanuel
- Conj. Res. Valles del Nogal
- Country park Villaserino
- Divino Niño
- El Morro I y II
- El Paraíso
- El Polvero
- El Remanso.
- El Tulipán
- Isla de Aves
- La Caracara
- La Esmeralda
- La Querencia
- Laguna Club
- Las Gaviotas
- Las Josefinas
- Las Majaguas
- Las Mercedes
- Las Mercedes
- Las Morochas
- Lomas de La Esmeralda
- Lomas de la Hacienda
- Lomas de la hacienda
- Los Arales
- Los Jarales
- Los Magallanes
- Macomaco
- Mini Granja
- Monte Mayor
- Monteserino
- Parq. Res. Los Andes I y II
- Parqueserino
- Paso Real I, II, III y IV
- Paula Berbecia
- Pueblo La Cumaca
- Residencias El Parque
- Residencias Orión
- Residencias Tulipán
- Sabana del Medio
- San Antonio
- Sansur
- Santa Ana
- Senderos de San Diego
- Terra Nostra
- Terrazas de San Diego
- Trigal de San Diego
- Valle Fresco
- Valle Verde
- Valle de Oro
- Valle Real
- Valle del Sol
- Valles de San Diego
- Valle Topacio
- Villa Bahía
- Villa Jardín
- Villa Maporal
- Villa Nueva
- Villas San Diego
- Villas de Alcalá
- Yuma

## Educación

### Escuelas y liceos
- U.E Olga Bayone de Rodrìguez
- U.E Queipa
- U.E Creación San Diego Norte
- U.E Campo Solo
- U.E "Nuestra Señora de la Candelaria"
- U.E Colegio El Buen Pastor
- U.E Colegio El Santuario
- U.E Hipolito Cisnero
- U.E San Diego Alcalá
- C.E.I Queipa San Diego
- U.E Colegio Joseph Lancaster
- U.E Colegio Valle Verde
- Colegio Privado Patria Bolivariana
- U.E Colegio Virgen de Coromoto
- U.E Colegio Las Californias
- U.E Liceo militar Los Próceres
- Escuela técnica los Magallanes
- C.E.I Los tulipanes
- U.E Corinto
- Escuela Básica los Magallanes
- U.E Colegio Parque Nacional Canaima
- U.E Clorinda Azcunes

### Universidades
- Universidad Arturo Michelena (UAM)
- Universidad José Antonio Páez (UJAP)
- Colegio Universitario Tecnológico Monseñor de Talavera
- Instituto Universitario Tecnológico de Seguridad Industrial (IUTSI)
- Instituto Universitario Pedagógico Monseñor Rafael Arias Blanco

## Turismo

### Lugares de interés
- La Iglesia de San Diego es un ícono histórico distintivo de la zona.
- El casco viejo de San Diego o también llamado Pueblo de San Diego, ubicado alrededor de la plaza Bolívar, contiene construcciones coloniales de interés.
- El Complejo Isla Multiespacio: considerado uno de los proyectos arquitectónicos más ambiciosos de Venezuela. En la Isla Multiespacio se erige la torre de oficinas más alta en Venezuela, con 242 metros y 65 pisos; se construye el primer teatro privado del país y un hotel concebido para el gozo de los huéspedes con áreas sociales que miran la ciudad desde arriba, un inmueble de medicina integral y estética, un centro comercial y un edificio de estacionamiento. Actualmente está en construcción.
- Skatepark de San Diego: Catalogado como uno de los más grandes de Latinoamérica,[9] es uno de los pocos parques en Venezuela específicamente diseñado para la práctica de este deporte. Es un Skate park del tipo bowl, compuesto también por una serie de obstáculos (planos, curvas, escaleras, etc.) hechos sobre una superficie rodante especial para la práctica de los distintos deportes que pueden ser realizados allí, existiendo además áreas verdes dirigidas como espacios de uso público.
- El C.C. Metrópolis es uno de los centros comerciales más grandes e importantes del estado Carabobo.
- El Parque Metropolitano de San Diego: ubicado en el centro este del municipio, uno de los lugares más visitados.
- El Parque la Esmeralda: ubicado en la urbanización la Esmeralda, con instalaciones deportivas, y recreativos para niños, es también conocido como "La múltiple" por sus habitantes.
- Ríos, cascadas, campo de golf y centros sociales en la zona recreativa de La Cumaca, en esta zona se encuentran antiguos petroglifos en muy buen estado.
- El complejo deportivo municipal IAMDESANDI: ubicado en la urbanización Valle Verde. Su misión es promover la práctica deportiva y recreativa, como medio para el desarrollo integral y deportivo de los ciudadanos; ofreciendo además el escenario para eventos deportivos municipales, estadales, nacionales e internacionales.
- Club centro de amigos de San Diego: es un centro social para compartir con la familia.
- Paseo Orégano: áreas verdes y de esparcimiento, ubicada en el Morro II.

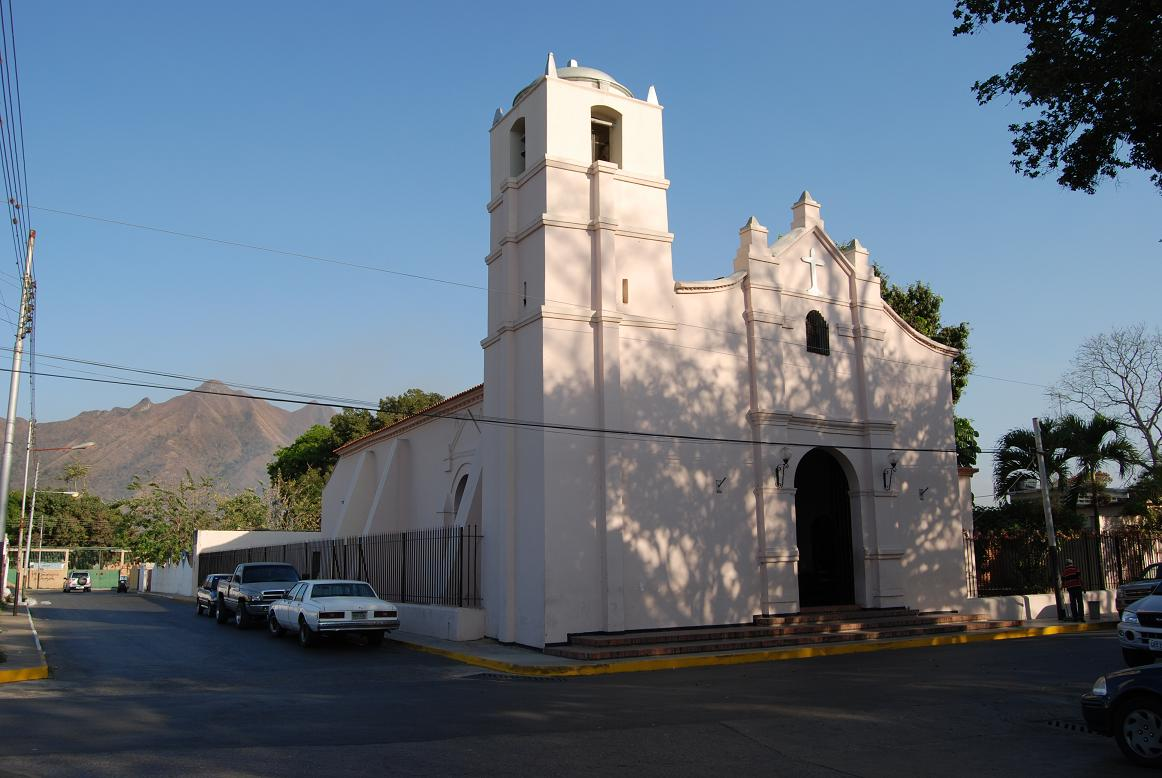
Iglesia del Pueblo de San Diego frente a la plaza Bolívar
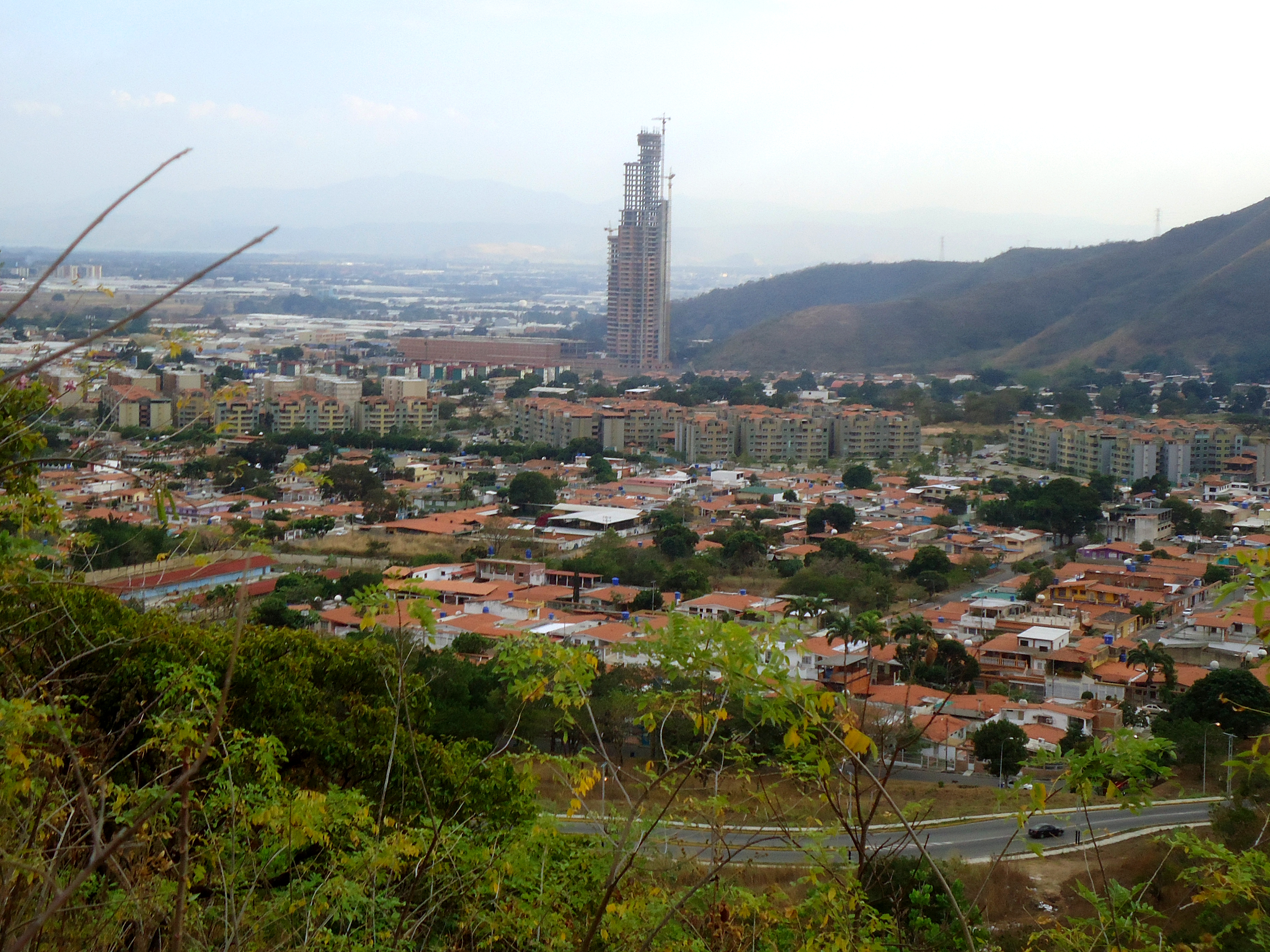
Vista del edificio en construcción Isla Multiespacio, será el más alto de Venezuela.
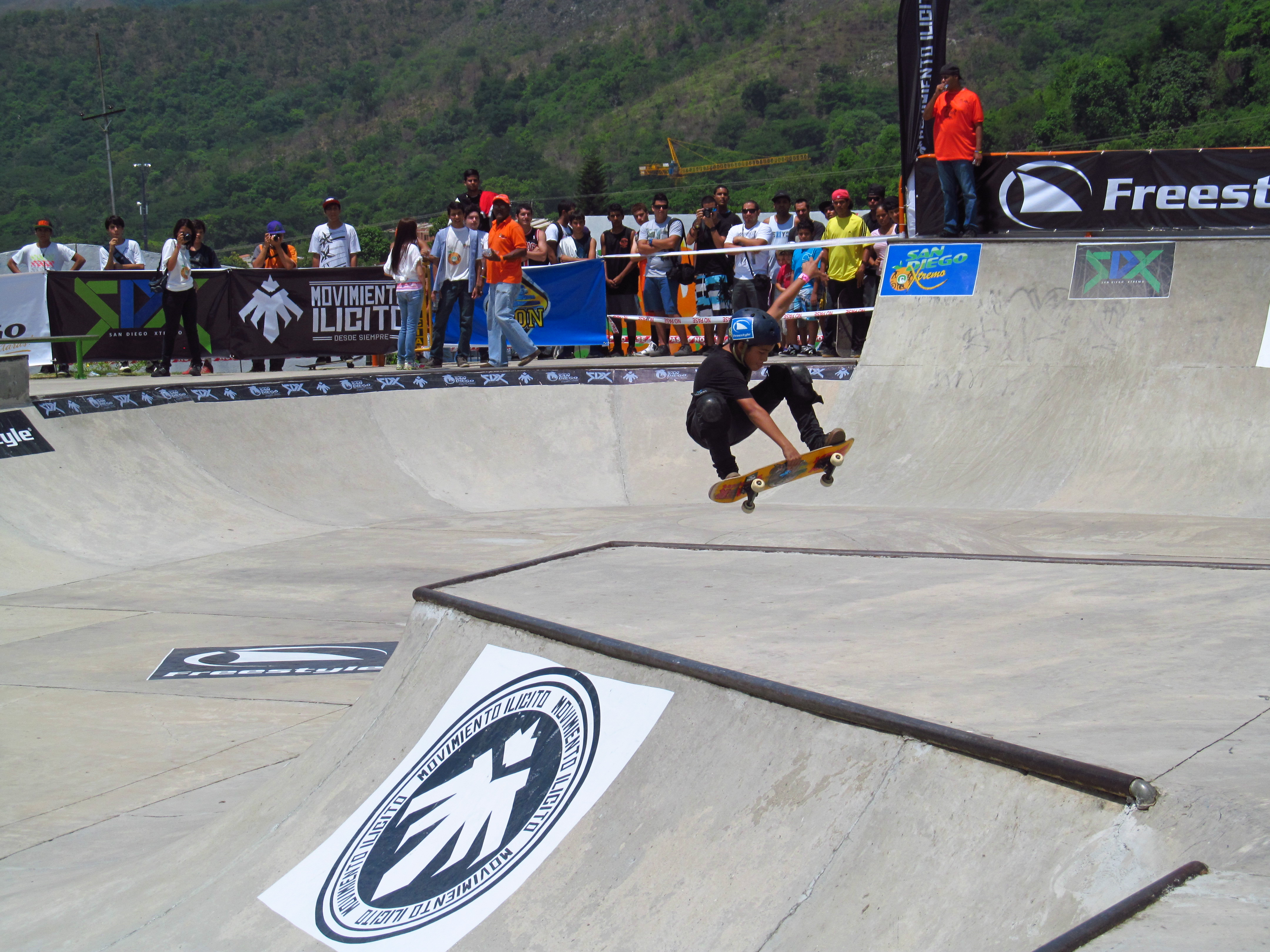
Skate Park en San Diego
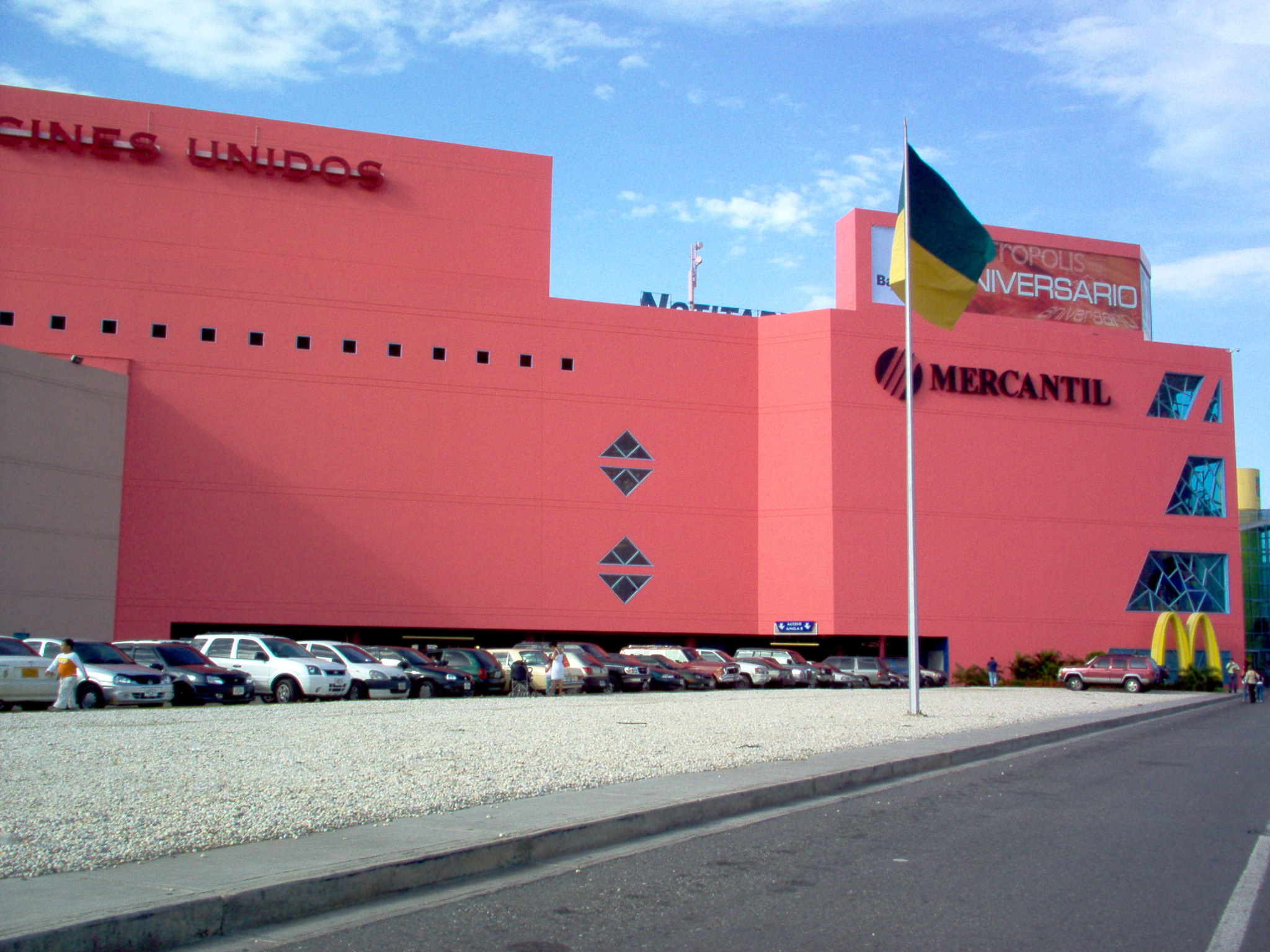
Centro comercial Metrópolis, ubicado en una de las entradas del municipio.
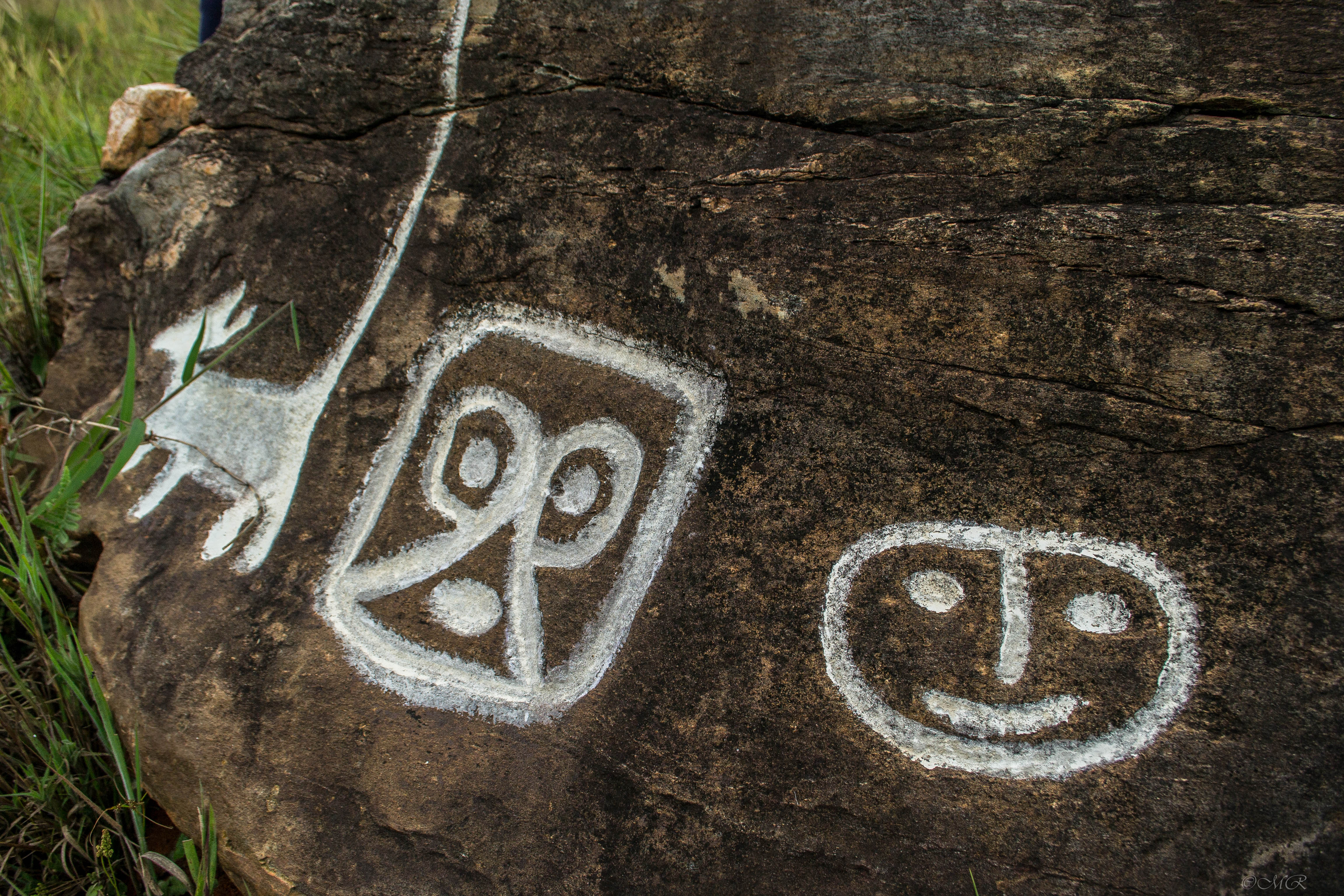
Petroglifos en La Cumaca

## Religión

### Parroquias eclesiásticas
El municipio San Diego posee 5 parroquias eclesiásticas, las cuales son:
- Parroquia San Diego de Alcalá y de La Candelaria.
- Parroquia La Resurrección del Señor.
- Parroquia La Misericordia del Señor.
- Parroquia La Transfiguración del Señor.
- Parroquia Santa María Magdalena.

### Templos
El municipio San Diego cuenta con 5 templos en donde se practica el catolicismo.
- La iglesia de San Diego de Alcalá, ubicada en el Pueblo de San Diego.
- La iglesia de la Resurrección del Señor, ubicada en la urbanización La Esmeralda.
- La iglesia de Jesús de la Divina Misericordia, ubicada en la urbanización El Morro I.
- La iglesia de San Rafael, ubicada en la avenida Don Julio Centeno sector Los Arales.
- La capilla de Jesus Buen Pastor, ubicada en la parroquia Santa Maria Magdalena.

## Cultura

### Festividades
- Los Carnavales Turísticos de San Diego son realizados anualmente entre los meses de febrero y marzo, y son atracciones muy conocidas en la Región Central de Venezuela. Con la asistencia de miles de visitantes y reconocido internacionalmente, El Carnaval Turístico de San Diego ha sido uno de los eventos que organiza la Alcaldía como incentivo a las actividades artísticas y laborales de la ciudad. Es una festividad propicia para la alegría, colorido y buena música. Este evento inicia con la elección de la Reina del Carnaval, posteriormente con el desfile de carrozas y comparsas, que cada año ha mostrado mayor innovación, así como presentaciones musicales para el deleite de la comunidad y los visitantes.
- El Bazar navideño y parque de luces es realizado desde finales de noviembre hasta comienzos de febrero en el parque metropolitano, dicho parque es decorado con millones de luces navideñas y muñecos. Además un imponente Árbol de Navidad, ubicado en la entrada del parque con una altura de 28 metros, como símbolo de amor, paz y esperanza. También es realizada una escena de Belén, decoración navideña conocida en Venezuela como Nacimiento, con animatrónicos en miniatura, cuenta con 450 piezas (300 de ellas en movimiento) es otra de las atracciones de la Fiesta Navideña, elaborado con la donación de diferentes familias, representa un homenaje a las festividades por el Nacimiento del Niño Jesús.

## Símbolos
El 30 de abril de 1998 un jurado constituido al efecto decide favorablemente la creación de los artistas Víctor Martínez y José Gregorio Guevara como el Escudo de Armas del nuevo municipio y cuya descripción es la siguiente:
- El Escudo, trae un campo partido y medio cortado, formando tres cuarteles. En el primer cuartel que ocupa todo el lado izquierdo, campea media águila en su porción izquierda, de sable explayada en oro imperiano siendo de gules las garras, la lengua y el pico. El segundo cuartel en la parte superior derecha, figura en azul una cruz de plata engarzada en rubíes. El tercer cuartel, abajo a la derecha presenta de Gules una llave de plata. El Escudo de Armas del Municipio San Diego aparece exornado con un tallo de caña dulce (saccharum officinarum) de frondosas hojas y una rama de naranjo (Citrus Nobilis) que circunscriben el campo del Escudo de Armas, desde la parte inferior hasta encontrarse con los caduceos de mercurio en oro, cruzados en trofeos que sirven de honores al Escudo. Rematan el blasón de honor en el timbre el sol en todo su esplendor, bañando con su refulgente luz el campo del Escudo. El campo descansa sobre una cinta en la cual aparece el nombre de San Diego, 20 de febrero de 1694, fecha de su fundición según algunos autores, y 14 de enero de 1994, fecha de su creación como Municipio; el éxito de la leyenda va en Gules. Este símbolo, pertenece al patrimonio histórico municipal y constituye su emblema representativo central, por lo que corresponde al alcalde y al concejo municipal de San Diego disponer del mismo sin que nadie pueda utilizarlo sin estar autorizado para tal fin.[10]

- La Bandera es un rectángulo que tiene la proporción de tres a dos respecto a su base con la altura. En ella desde el lado derecho arriba y abajo se insertan dos triángulos rectángulos en forma opuesta en color azul, los cuales se inclinan hacia el lado izquierdo, formando un triángulo isósceles que deja una pequeña franja de límite en color blanco y a su vez contiene una figura geométrica en forma bumerán de color amarillo, resultando así en la parte central izquierda otro pequeño triángulo en blanco donde esta la graficación de la iglesia de San Diego y la identificación del Municipio, San Diego, en color rojo.[11]

- El Himno es aquel que mediante concurso promovido por la Alcaldía y el Concejo municipal, el 30 de marzo de 1998, tiene la letra declarada ganadora escrita por Geismeel Rodríguez Marjal y la música declarada ganadora compuesta por Gerardo Rodríguez Jiménez, según veredicto del Jurado el día miércoles 19 de agosto de 1998.[cita requerida] El Himno está compuesto por un coro y 3 estrofas. El coro contiene diez versos blancos o libres y las tres estrofas cada una consta de ocho versos blancos o libres, que mediante su música está dada a ellos permite su entonación e interpretación.[12]

## Política y gobierno
La alcaldía del Municipio está ubicada en el C.C. San Diego conocido popularmente como Fin de Siglo. El primer alcalde de San Diego fue José Gregorio Ruiz (1995-2004), quien gobernó dos períodos y fue apoyado por Acción Democrática y Seguimos. San Diego es uno de los pocos municipios del país en el que nunca ha gobernado un alcalde del PSUV, MVR o afines. El actual alcalde es León Jurado, electo en 2017 y reelecto en 2021.

### Alcaldes
| Período            | Titular                     | Partido político / alianza | % de votos | Notas |
| ------------------ | --------------------------- | -------------------------- | ---------- | --- |
| 1995 - 2000        | José Gregorio Ruiz          | AD                         | -          | Primer alcalde del municipio. A raíz de la aprobación y la promulgación de la Constitución de Venezuela en 1999, se realizan elecciones generales.                                                                |
| 2000 - 2004        | José Gregorio Ruiz          | Seguimos                   | 30,99%     | Reelecto. |
| 2004 - 2008        | Vicencio Scarano Spisso     | COPEI                      | 33,09%     | Segundo alcalde bajo elecciones directas. |
| 2008 - 2013        | Vicencio Scarano Spisso     | CC                         | 71,08%     | Reelecto. |
| 2013 - 2014        | Vicencio Scarano Spisso     | CC / MUD                   | 75,24%     | Reelecto. Fue destituido por decisión del Tribunal Supremo de Justicia, al no acatar una sentencia judicial en la que se pedía el retiro de barricadas en el municipio durante las protestas antigubernamentales. |
| Marzo - Abril 2014 | Pablo Antonio Domínguez     | CC / MUD                   | -          | Alcalde encargado. |
| Abril - Mayo 2014  | Ronald González             | PJ / MUD                   | .          | Designado por el Concejo Municipal como alcalde hasta las elecciones de mayo. |
| 2014 - 2017        | Rosa Brandonisio de Scarano | CC / MUD                   | 87,79%     | Tercera alcaldesa bajo elecciones directas. Primera mujer en el cargo. Electa para completar el período 2013-2017.                                                                                                |
| 2017 - 2021        | León Jurado                 | ConEnzo                    | 49,50%     | Cuarto alcalde bajo elecciones directas. |
| 2021 - 2025        | León Jurado                 | CC / MUD                   | 48,63%     | Reelecto. |
| 2025 - 2028        | León Jurado                 | FV                         | 59,19%     | Reelecto. |

### Concejo municipal
El Concejo Municipal está integrado por 9 concejales, 5 de ellos electos por lista, y 4 nominales. Para el período 2025-2029, la fracción de Fuerza Vecinal y aliados cuenta con mayoría calificada. 
| 7             | 2    |
| FV + UNT + AD | PSUV |

| Concejales        | Partido político / Alianza | Partido político / Alianza |
| ----------------- | -------------------------- | -------------------------- |
| Omar Añez         |                            | Fuerza Vecinal             |
| Luis Cuicar       |                            | Fuerza Vecinal             |
| Rodoumar Soler    |                            | Fuerza Vecinal             |
| Israel Figueredo  |                            | Fuerza Vecinal             |
| Carla Escalante   |                            | Fuerza Vecinal             |
| Reina Pérez       |                            | Un Nuevo Tiempo            |
| Renny Bonalde     |                            | Acción Democrática         |
| Mayely Colmenares |                            | PSUV                       |
| Yessica Rodríguez |                            | PSUV                       |

## Organismos Públicos
- Bombero del Municipio.

- Compañía anómima de teléfono de Venezuela.

- Corporación Eléctrica Nacional

- Hidrológica del Centro.

- Policía municipal.

- Juzgado de Municipio que está en la ciudad capital del estado Carabobo.